# Don Jakoby
Don Jakoby est un scénariste et producteur américain.

## Filmographie

### Scénariste
- 1983 : Tonnerre de feu (Blue Thunder) de John Badham
- 1984 : Tonnerre de feu (Blue Thunder) (série TV) (épisodes « The Island » et "Arms Race")
- 1984 : Philadelphia Experiment de Stewart Raffill
- 1985 : Lifeforce de Tobe Hooper
- 1985 : Le Justicier de New York (Death Wish 3) de Michael Winner
- 1986 : L'Invasion vient de Mars (Invaders from Mars) de Tobe Hooper
- 1990 : Arachnophobie de Frank Marshall
- 1993 : Philadelphia Experiment II de Stephen Cornwell
- 1997 : Double Team de Tsui Hark
- 1998 : Vampires de John Carpenter
- 2001 : Évolution d'Ivan Reitman

### Producteur
- 1990 : Arachnophobie de Frank Marshall (coproducteur)
- 1997 : Double Team de Tsui Hark (producteur exécutif)
- 1998 : Vampires de John Carpenter (coproducteur)